# Jakub z Molay

Velmistrovský erb Jakuba z Molay

Jakub z Molay (francouzsky Jacques Bernard de Molay, okolo 1243 – 18. března 1314) byl nižší francouzský šlechtic, který se stal posledním velmistrem templářského řádu po velmistru Thibaudu Gaudinovi.

## Život
Jakub z Molay se během svého života funkci velmistra se setkával s nezájmem o uspořádání další křížové výpravy do Svaté země a marně se pokoušel o získání prostředků k jejímu financování. Ztráta křesťanských států ve Svaté zemi včetně Jeruzaléma se silně na řádu podepsaly, neboť řád byl se Svatou zemí spřízněn již od svého vzniku. Ztráta Svaté země znamenala pro řád pominutí smyslu jeho vlastní existence a Jacques de Molay musel tento problém řešit. Odmítal návrh předních osobností středověké Evropy sloučit se s konkurenčním řádem johanitů, neboť dřívější vojenské neúspěchy ve Svaté zemi byly poznamenány rivalitou mezi oběma řády. Poslal také papeži Klementovi V. dvě memoranda, z čehož jedno se výhradně týkalo odmítnutí sloučení templářského řádu s johanitským se zmíněnými důvody. Rivalitu mezi řády označil jako naopak přínosnou.
V pátek 13. října 1307 byl Jacques de Molay na příkaz francouzského krále Filipa IV. zatčen a posléze postaven před inkviziční soud z podezření kacířství. Filip IV. obvinil templáře ze sodomie, idolatrie, zapírání Krista a dalších excesů, uspořádal zatýkání templářů po celé Francii a uvrhl je do žalářů, kde byli podrobeni vyslýchání za pomoci útrpného práva a zastrašování. Spousty templářů se během dlouhého věznění doznalo k (pravděpodobně falešným) doznáním, z čehož papež Klement V. usoudil, že řád byl natolik poskvrněn, že již dále nemůže existovat, čemuž napomáhala i skutečnost, že Jacques de Molay odmítal řád hájit. Byla vyslovena domněnka, že příčina odmítnutí řád hájit vězela v tom, že sám de Molay byl podroben neslýchanému způsobu mučení, čehož se ujal sám velký inkvizitor Francie Guillaume Imbert. Důkazem má být tzv. Turínské plátno, do něhož byl zmučený de Molay nakonec zabalen, než se mu dostalo lékařského ošetření, jež poskytla rodina Geoffroye de Charney. Papež Klement V. templáře považoval za nevinné, což dokázalo i potvrzení existence tzv. Chinonského pergamene nalezeného doktorkou Barbarou Fraelovou v tajných vatikánských archivech ve kterém papež Klement V. templáře tajně omilostnil. Dnes bývá tento proces všeobecně považován za vykonstruovaný, protože francouzský král potřeboval nutně peníze pro státní pokladnu.
Po oficiálním zrušení řádu papežskou bulou Vox in Excelso v roce 1312 byl 18. března 1314 Jacques de Molay odsouzen za kacířství, čarodějnictví a další zločiny na doživotí společně s dalšími vysokými templářskými hodnostáři Huguesem de Pairud, Geoffroyem de Charney a Geoffroyem de Gonneville. Verdikt soudu Jacquesem natolik otřásl, že se nakonec pokusil o obhajobu řádu, svůj řád prohlásil za svatý a svá dřívější přiznání (pravděpodobně vynucené mučením a zastrašováním) odvolal společně s Geoffreyem de Charnay, preceptorem z Normandie, což podle tehdejšího chápání znamenalo odpor k pokání a návrat ke kacířství, čímž si Jacques de Molay i Geoffrey de Charnay vysloužili ortel smrti. Ještě téhož dne byli na příkaz francouzského krále Filipa IV. na ostrově la Cité na Seině jako zatvrzelí kacíři upáleni.
K této události se váže legenda, že Jacques de Molay na hranici povolal (proklel) francouzského krále Filipa IV. i papeže Klementa V. do roka a do dne k Božímu soudu, což se nakonec vyplnilo. Podobně, jako tomu bylo později v případě Jana Koziny s Lammingerem.
Jeho postava se také vyskytuje ve hře Assassin's Creed: Unity a seriálu Knightfall.